# جامعة أوسلو
جامعة أوسلو (بالنرويجية: Universitetet i Oslo) هي أقدم جامعة في النرويج وتقع في العاصمة النرويجية أوسلو. لدى الجامعة ما يقرب من 27,700 طالب وحوالي 6,000 أكاديمي وإداري، وكانت حتى أول يناير 2016 أكبر جامعات النرويج قبل أن تتخطاها الجامعة النرويجية للعلوم والتكنولوجيا.
ومن بين التصنيف الأكاديمي العالمي للجامعات فقد حظيت الجامعة على تواجدها في قائمة أفضل 100 جامعة في العالم للمرة الخامسة عشرة على التوالي. وكان ترتيبها لعام 2015 في المركز الثامن والخمسين، في المرتبة الثالثة بين جامعات الدول الإسكندنافية.
مُنحت جائزة نوبل للسلام في أتريوم الجامعة بين عامي 1947 و 1989، مما يجعلها الجامعة الوحيدة في العالم التي تشارك في منح أي جائزة نوبل.

## الكليات
تتكوَّن الجامعة من ثمان كليات تضم كل منها العديد من الأقسام:
1. كلية اللاهوت
2. كلية القانون
3. كلية الطب
4. كلية الإنسانيات
5. كلية الرياضيات والعلوم الطبيعية
6. كلية طب الأسنان
7. كلية العلوم الاجتماعية
8. كلية التربية

## مراكز الدراسة التابعة واللاحقة بالجامعة
- المركز النرويجي لدراسات العنف والصدمات النفسية
- مركز البحوث المناخية والبيئية الدولية
- مركز التكنولوجيا الحيوية في أوسلو
- مركز دراسات الهولوكوست والأقليات الدينية
- المعهد النرويجي في روما (المملوك بالكامل للجامعة)

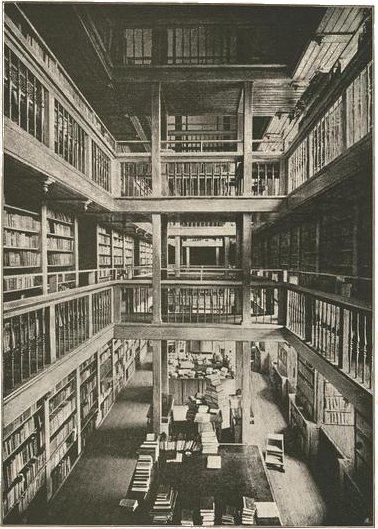
حجرة قراءة قديمة في المكتبة الرئيسية

- مركز علوم الحياة الجزيئية

## مكتبات الجامعة
- المكتبة الرئيسية لجامعة أوسلو
- مكتبة الطب والعلوم الصحية
- مكتبة العلوم الإنسانية والاجتماعية
- مكتبة كلية الحقوق
- مكتبة كلية الرياضيات والعلوم الطبيعية

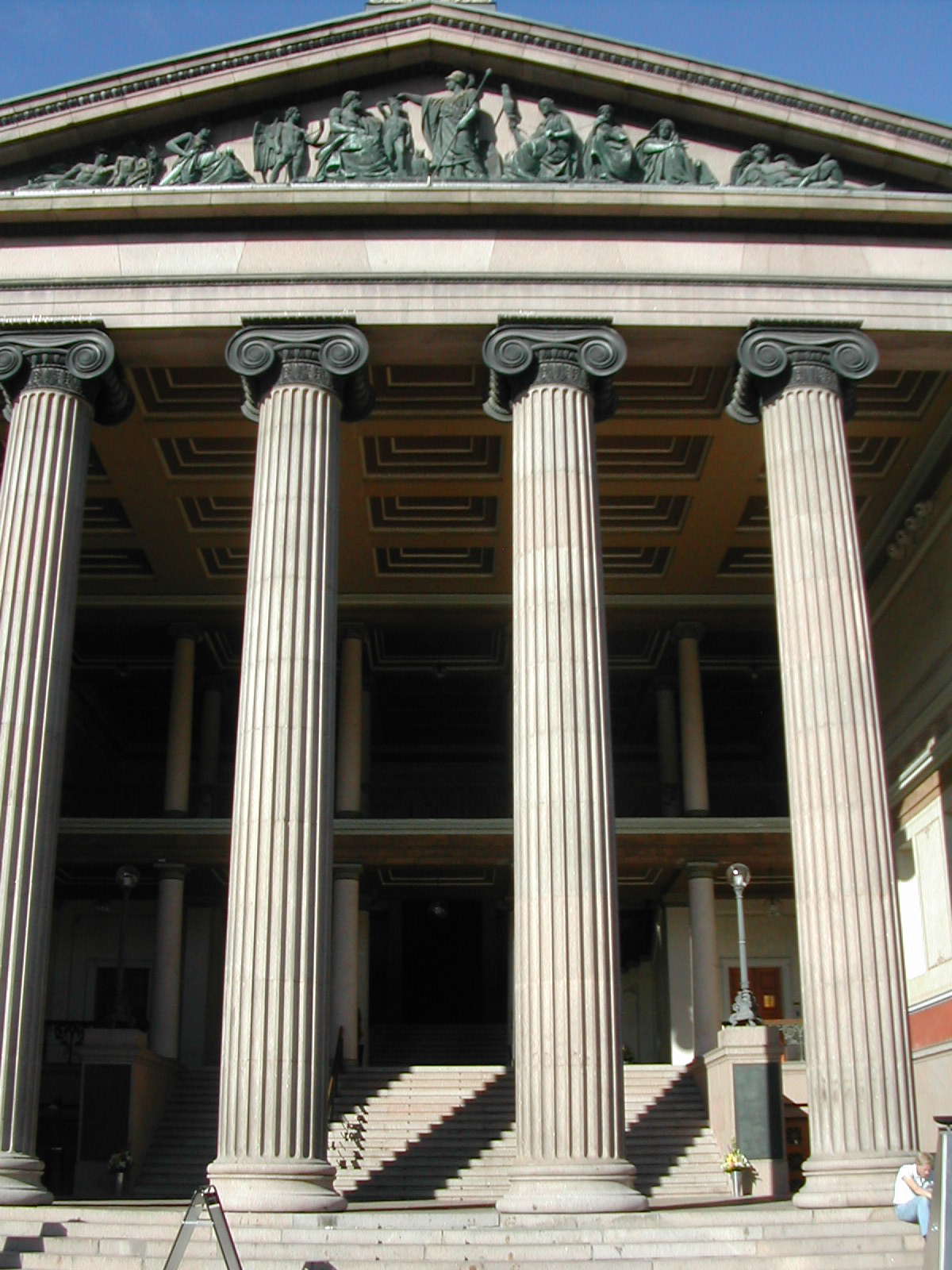
مبنى كلية الحقوق، حيث كانت تُمنح جائزة نوبل للسلام حتى عام 1989.

## المتاحف التابعة واللاحقة بالجامعة

### تاريخ طبيعي
- متحف التاريخ الطبيعي في جامعة أوسلو
- متحف المعادن الجيولوجية
- متحف الحفريات
- متحف الحيوان
- حديقة نباتات
- المتحف النباتي

### ثقافة وتاريخ
- متحف التاريخ الثقافي في أوسلو
- المتحف التاريخي
- مجموعات العملات والميداليات
- المتحف الإثنوغرافي
- متحف سفينة الفايكنج

## من مشاهير الخريجين
- ينس ستولتنبرغ (رئيس حلف الناتو ورئيس وزراء النرويج السابق)
- كوره فيلوك (رئيس وزراء النرويج الأسبق)
- فريتيوف نانسين (مستكشف ودبلوماسي نرويجي)
- هاريسون شميت (رائد فضاء أمريكي)

## وصلات خارجية
- الموقع الرسمي (بالإنجليزية)